# 邱仁华
邱仁华（1913年—2014年9月10日），福建上杭人，中华人民共和国军事将领。
1930年，参加中国工农红军，参加了反围剿战役、长征，担任王稼祥警卫员。抗日战争时期，参加百团大战等；第二次国共内战期间，历任冀热辽军区第20军分区政治部主任、副政治委员，师政委等。中华人民共和国成立后，历任第八航空预科总队政委、空军第一军副政委，沈阳军区空军副政委，参加朝鲜战争。1955年，被授予大校军衔，曾荣获二级八一勋章、二级独立自由勋章、二级解放勋章和二级红星功勋荣誉章。